# Ugolino da Pietralunga
Ugolino (Pietralunga, XIII secolo – Sutri, 1353) è stato vescovo di Sutri dal 1348 al 1353.

## Biografia
Originario di Pietralunga, nella diocesi di Città di Castello, entrò nell'Ordine dei frati predicatori e frequentò lo studio teologico del convento della Minerva a Roma, dove è documentato nel 1313. Nel 1318 fu promosso a Rieti baccelliere in teologia.
Vir religiosus, moribus literisque ornatus, ottenne, all'interno del suo ordine, diversi incarichi, in particolare quello di predicatore: nel 1331 nel convento di Santa Maria di Gradi a Viterbo, nel 1332 e 1339 nel convento domenicano di Orvieto, nel 1340 nel convento della Minerva. Il capitolo provinciale domenicano, celebrato a Orvieto nel mese di settembre 1344, scelse fra' Ugolino quale superiore del convento di San Biagio di Tivoli.
Il 23 giugno 1348 papa Clemente VI nominò Ugolino da Pietralunga vescovo della diocesi di Sutri, rimasta vacante per la morte dell'agostiniano Giovanni Vergoni. Non si conosce quasi nulla del periodo in cui fu vescovo nella sede sutrina. Diversi documenti pontifici attestano comunque una sua presenza nella Curia romana; infatti il suo nome si trova tra le sottoscrizioni di diverse bolle e privilegi papali.
Probabilmente nel corso nel 1350, si ammalò così gravemente che si diffuse la voce che fosse morto, e perciò si procedette alla nomina del suo successore sulla cattedra sutrina. Risolto l'equivoco, l'eletto, l'agostiniano Raimondo, fu trasferito, il 1º dicembre 1350, alla sede di Giovinazzo.
Non si conosce la data esatta della morte di fra' Ugolino, avvenuta probabilmente a gennaio del 1353. Il 13 febbraio la Santa Sede provvide alla nomina del suo successore, Nicola, priore dell'ospedale di Santo Spirito in Sassia.